# Elezioni europee del 2019 in Polonia
Le elezioni europee del 2019 in Polonia si sono tenute domenica 26 maggio per eleggere i 51 membri del Parlamento europeo spettanti alla Polonia. Tale numero di seggi è stato aumentato a 52 nel febbraio 2020, in seguito all'uscita del Regno Unito dall'Unione europea.

## Risultati
| Liste  | Liste | Gruppo          | Voti       | %     | Seggi       |
| ------ | --- | --------------- | ---------- | ----- | ----------- |
|        | Diritto e Giustizia (PiS) - Include: • Polonia Solidale • Accordo | ECR             | 6.192.780  | 45,38 | 26 2 1      |
|        | Coalizione Europea (KE) • Piattaforma Civica (PO) • Alleanza della Sinistra Democratica (SLD) • Partito Popolare Polacco (PSL) • Nowoczesna (.N) • Partito Verde • Socialdemocrazia di Polonia | - PPE S&D PPE - | 5.249.935  | 38,47 | 22 14 5 3 - |
|        | Primavera (W) | S&D             | 826.975    | 6,06  | 3           |
|        | Confederazione KORWiN Braun Liroy Nazionalisti - Include: • KORWiN • Movimento Nazionale | -               | 621.188    | 4,55  | -           |
|        | Kukiz'15 | -               | 503.564    | 3,69  | -           |
|        | Sinistra Insieme • Insieme (Razem) • Unione del Lavoro (UP) • Movimento per la Giustiza Sociale (RSS)                                                                                          | -               | 168.745    | 1,24  | -           |
|        | Polska Fair Play | -               | 74.013     | 0,54  | -           |
|        | Congresso della Nuova Destra | -               | 7.900      | 0,06  | -           |
|        | Unità della Nazione | -               | 2.211      | 0,02  | -           |
| Totale | Totale | Totale          | 13.647.311 | 100   | 51          |

- Il seggio ulteriore spettante alla Polonia è stato attribuito a Diritto e Giustizia.